# CAESAR (artillerie)
Pour les articles homonymes, voir Caesar.
Le CAESAR (ou Caesar, ou parfois CAESAr, acronyme de « camion équipé d’un système d’artillerie ») est un canon automoteur français, en service depuis le début des années 2000 dans l'armée française et exporté dans plusieurs pays. Il s’agit d’un canon de 155 mm, long de 52 calibres (soit un peu plus de huit mètres) monté sur la plate-forme arrière d’un camion, conçu et fabriqué par KNDS France (anciennement GIAT Industries puis Nexter).
Il est exporté largement dans plusieurs pays, notamment des membres de l'OTAN, et constitue un élément majeur de l'aide militaire à l'Ukraine dans le conflit russo-ukrainien de 2022.

## Historique

### Conception
A la fin des années 1980, GIAT Industries développe sur fonds propres le système CAESAR, permettant à l'entreprise de se démarquer des concurrents avec un produit innovant et bon marché. Le développement est coordonné par l'ingénieur de l'armement Pierre-André Moreau présenté comme le « père du CAESAR » qui insiste sur la « réussite collective » de cet armement.
Le premier exemplaire est fabriqué en moins d'un an en associant le canon du TRF1 à un châssis de camion Unimog et présenté au public au salon Eurosatory en 1994. Le coût du développement du CAESAR est estimé à 80 millions d'euros.
Cinq exemplaires de présérie sont commandés par l'armée de terre en 2000 et livrés en 2003 uniquement pour faciliter son succès à l'export. Cependant, les essais conduits par les armées furent si concluants qu'il fut décidé de l'adopter comme ossature des unités d'artillerie, après de légères modifications, notamment le remplacement du châssis Unimog par un châssis Renault,.

### Production
La production du CAESAR implique un certain nombre de sous-traitants et de sites industriels. Ainsi, les ébauches des tubes longs de neuf mètres sont fabriqués dans la Loire par Aubert & Duval avant de subir trente opérations d'usinages dans la canonnerie de Bourges où KNDS France taille les ébauches pour en faire des tubes,. L'assemblage est assuré par KNDS France dans son usine de Roanne à partir des canons de Bourges et des châssis d'Arquus produits à Limoges.
À la suite de l'invasion russe de l'Ukraine en 2022, le ministre des armées Sébastien Lecornu demande à Nexter d'augmenter la production de canons CAESAR dès juin 2022. Ainsi, s'il fallait 30 mois pour produire un CAESAR en 2022, ce délai passe à 15 mois en octobre 2023, grâce à la réorganisation de la production par la mise en place d'une ligne de montage remplaçant les anciens box de production mais aussi par la création de stocks de matières premières.
Cette augmentation de la rapidité de production permet de passer de deux CAESAR fabriqués par mois en 2022 à six en octobre 2023, soit un triplement de la capacité de production. Le Ministre des Armées Sébastien Lecornu souhaite pouvoir produire douze canons par mois prochainement. Ainsi, si seulement dix à quinze CAESAR étaient livrés par an avant l'augmentation des cadences de production, quarante-trois exemplaires sont livrés en 2024 avec un objectif de soixante-cinq livraison en 2025.
L'augmentation de la production du CAESAR a aussi pour effet d'en faire diminuer le prix. Celui-ci était estimé à cinq millions d'euros en 2022 tandis qu'en 2024 il est estimé entre trois et quatre millions d'euros.

### Évolutions
La version initiale du CAESAR possède six roues motrices et un blindage en option. Une version plus robuste du CAESAR est dévoilée au salon DEES en septembre 2015 avec une cabine blindée, davantage d'obus emportés et huit roues motrices pour une masse de 30 tonnes.
En décembre 2021 est lancé le développement du CAESAR MkII pour remplacer les AuF1 et les CAESAR MkI de l'armée française, la première livraison est attendue en 2026.
En janvier 2024, il est annoncé que le CAESAR sera amélioré par Helsing IA par l'ajout d'algorithmes d'intelligence artificielle permettant de diviser la consommation de munition par deux.

## Caractéristiques

### Canon
Le CAESAR est armé avec un canon de 155 mm d'une longueur 52 calibres - soit 8,06 mètres - disposant d'une chambre de détonation de 23 litres conformément au Joint Ballistics Memorandum of Understanding (JB MoU) de l'OTAN, développée à partir de celle du TRF1. Cette chambre de détonation peut contenir 30 kg de propergol dont l'énergie est retenue par un alliage d'acier plus résistant que pour celle du TRF1, tout en ayant un volume supplémentaire de quatre litres. La culasse à tronc conique en alliage mécano-soudé peut ainsi absorber 90 tonnes de poussée tandis que les classiques rayures du tube assurent la stabilité de l'obus en vol,.
Le chargement du canon est semi-automatique et lui permet de tirer six coups par minute. Ce dispositif réduit aussi l'usure de l'entrée de la chambre du canon puisque l'obus y est poussé selon un angle précis et toujours identique, ce qui n'est pas possible avec un chargement manuel.

### Munitions et portée
Le CAESAR peut tirer toutes les munitions de 155 mm au standard OTAN, dont :
- Obus Extended Range, Full Bore (ERFB) d'une portée de 4,5 km à plus de 40 km[19]
- Obus roquette d'une portée de 50 km[19]
- Obus à charges propulsives à déclenchement différé d'une portée de 80 km[25]
- Obus BONUS[19]
- Obus M982 Excalibur guidé par GPS d'une portée de 46 km[26] et son équivalent français Katana[27]
- Obus à sous-munitions M864[28]

Il est aussi possible de tirer en tir direct à partir de 800 mètres et jusqu'à 2 000 mètres.

### Guidage
Le CAESAR possède un calculateur balistique EADS CS 2002-G autonome qui fournit les solutions de tirs à partir des informations transmises par les observateurs avancés via la radio très haute fréquence PR4G ou via un système de commandement comme l'ATLAS français,. Le calculateur balistique peut aussi afficher d'autres données comme la situation tactique ou l'identification des unités amies et ennemies. 
L'observation avancée peut être assurée par un drone DT-46 de Delair ou par un drone Spy'Ranger de Thales via le système ATLAS tandis que l'intelligence artificielle doit permettre une vision par ordinateur du CAESAR pour lui permettre de comprendre les flux vidéo transmis par les drones, en particulier pour ceux de gamme civile qui transmettent des coordonnées GPS moins précises que celles fournies par les drones militaires. 

### Pointage
Le pointage du CAESAR est assuré de manière complètement automatique et possède une haute précision grâce à une centrale inertielle Sigma 30 fournie par Safran Electronics & Defense conférant une localisation décamétrique sans utiliser de système GPS. Cette centrale inertielle permet au CAESAR de se déployer individuellement sans assistance topographique. La simplicité conférée par le pointage automatique permet de former l'équipage du CAESAR au tir en seulement 114 heures. 
Cependant, la hausse et le champ de tir du canon dépend des versions du CAESAR. Le CAESAR 6x6 a un champ de tir de 17° (300 mil) de chaque côté du canon et une hausse maximale de 67° (1200 mil) tandis que le CAESAR 8x8 a un champ de tir de 30° (530 mil) de chaque côté du canon et une hausse maximale de 73° (1300 mil).

### Précision
Le CAESAR est réputé pour sa grande précision, qui repose sur la qualité de son tube et de son calculateur de tir. Elle peut encore être améliorée, grâce à son radar Doppler Intertechnique RDB4, qui mesure la vitesse initiale et la trajectoire de l'obus durant les premières secondes de vol, la communique aux obus équipés d'une tête Spacido qui pourra déployer des freins aérodynamiques afin de corriger et d'ajuster la portée,, améliorant la précision des tirs d'un facteur 5 selon Nexter, et qui est qualifiée de « diabolique » par les artilleurs. Ainsi, alors que le CAESAR est présenté à l'école d'artillerie américaine de Fort Sill, les chars réformés jouant le rôle de cible sont pulvérisés, suscitant l'admiration des Américains.
La précision pour un tir à 40 km est de moins de 50 mètres avec des obus classiques, bien que sa précision réelle soit classée secrète et dépende de la qualité et du type de munition. Certaines obus - très onéreux, mais on peut en tirer moins pour un effet équivalent - sont guidés par GPS (les obus Katana français et Excalibur américains), et dans ce cas la précision devient décamétrique (50% de coups au but à moins de 10 m de la cible), métrique au futur pour le Katana,. Le CAESAR a aussi la capacité de faire des tirs Multiple Round Simoutaneous Impact (MRSI) consistant à tirer plusieurs obus à la suite avec différentes trajectoires pour que tous frappent simultanément une cible désignée,.

### Doctrine d'utilisation
La précision du CAESAR associée à son habileté à entrer et sortir de batterie rapidement lui permet d'utiliser la tactique dite de Tire et détale (Shoot and scoot). Ainsi, cet automoteur mis en service par un équipage expérimenté n'a besoin que de trois minutes pour arriver sur une position de tir, tirer six obus et la quitter avant l'arrivée des tirs de contrebatterie ennemis, chose rendue possible par sa capacité à se mettre en batterie en moins de 60 seconde et à sortir de batterie en moins de 40 secondes.

### Coût de possession
Le coût opérationnel du CAESAR est annoncé par le constructeur comme particulièrement économique, notamment en regard du coût opérationnel des automoteurs blindés, avec un coût de possession quatre fois moindre qu’un automoteur blindé à chenilles et équivalent à celui d’un canon tracté avec son tracteur. Son coût de maintenance serait trois fois moindre que celui d’un automoteur blindé à chenilles grâce à la facilité d’entretien du châssis.

## Versions

### CAESAR6 × 6

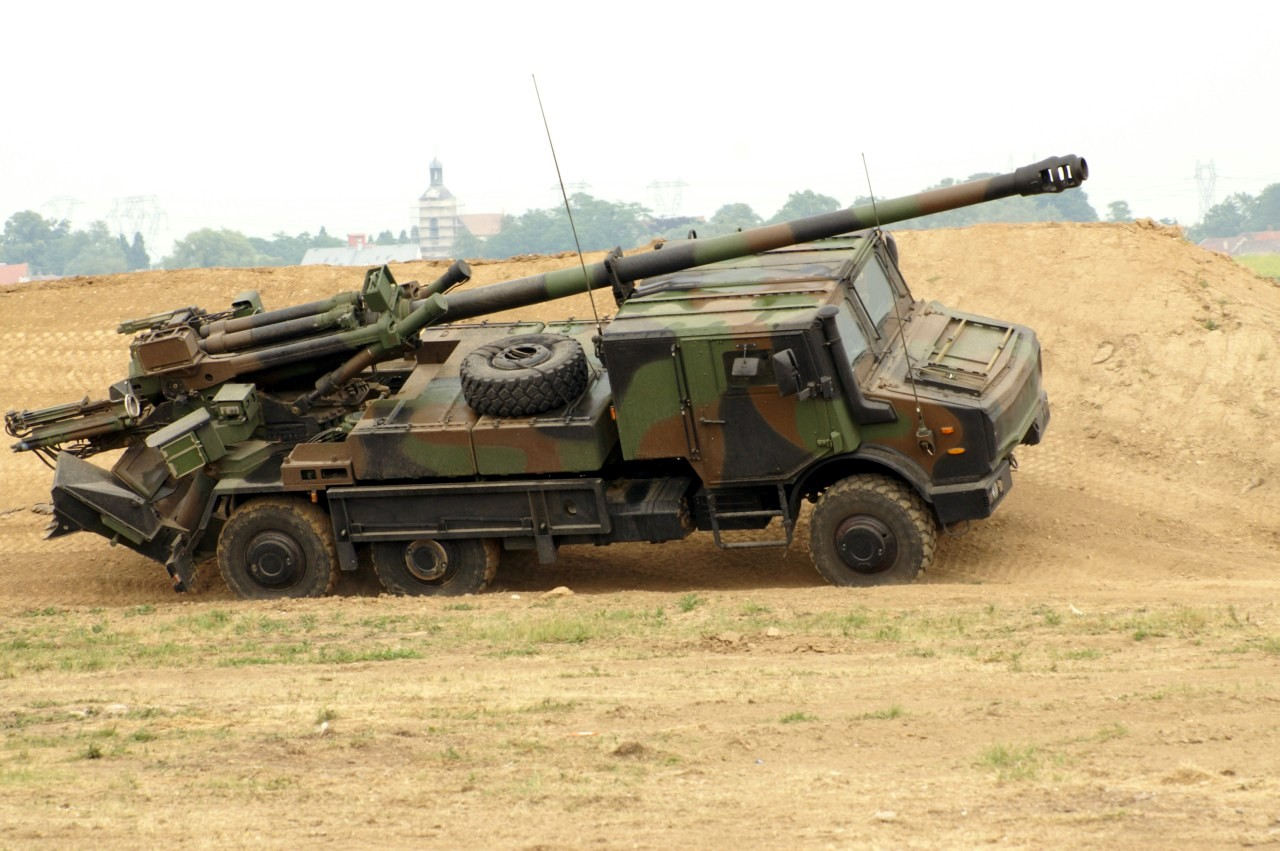
Un CAESAR sur châssis Unimog U2450.

Deux châssis sont disponibles pour cette version : le Renault Sherpa 5 et le Soframe-Mercedes-Benz Unimog U2450.
Mobilité
Le CAESAR 6 × 6 dispose d'une grande mobilité permise par son moteur de 215 ch, avec une vitesse de 80 km/h sur route et 20 km/h en tout chemin avec 600 km d'autonomie. En tout terrain, il peut franchir une pente de 40 %, un dévers de 30 % ou un gué de 1,20 mètres et dispose d'un système de gonflage de pneu centralisé.
Le CAESAR est également aérotransportable par C-130 Hercules, A400M Atlas, Il-76 ou C-17 Globemaster III en un seul fardeau grâce à ses faibles dimensions (10 × 3,7 × 2,55 m) et son faible poids (18 t) tout en pouvant être transporté par le train sur un wagon-plateau standard sans modifications, y compris dans les tunnels. Cela lui assure une projection simple et rapide.
Équipement et blindage
Le CAESAR 6 × 6 embarque 18 coups complets et dispose d'une protection balistique de la cabine au niveau 1 de la norme STANAG 4569. Une protection balistique au niveau 2 de la norme STANAG 4569 contre les tirs de calibre 7,62 x 39 mm est aussi disponible en option,.

### CAESAR8 × 8

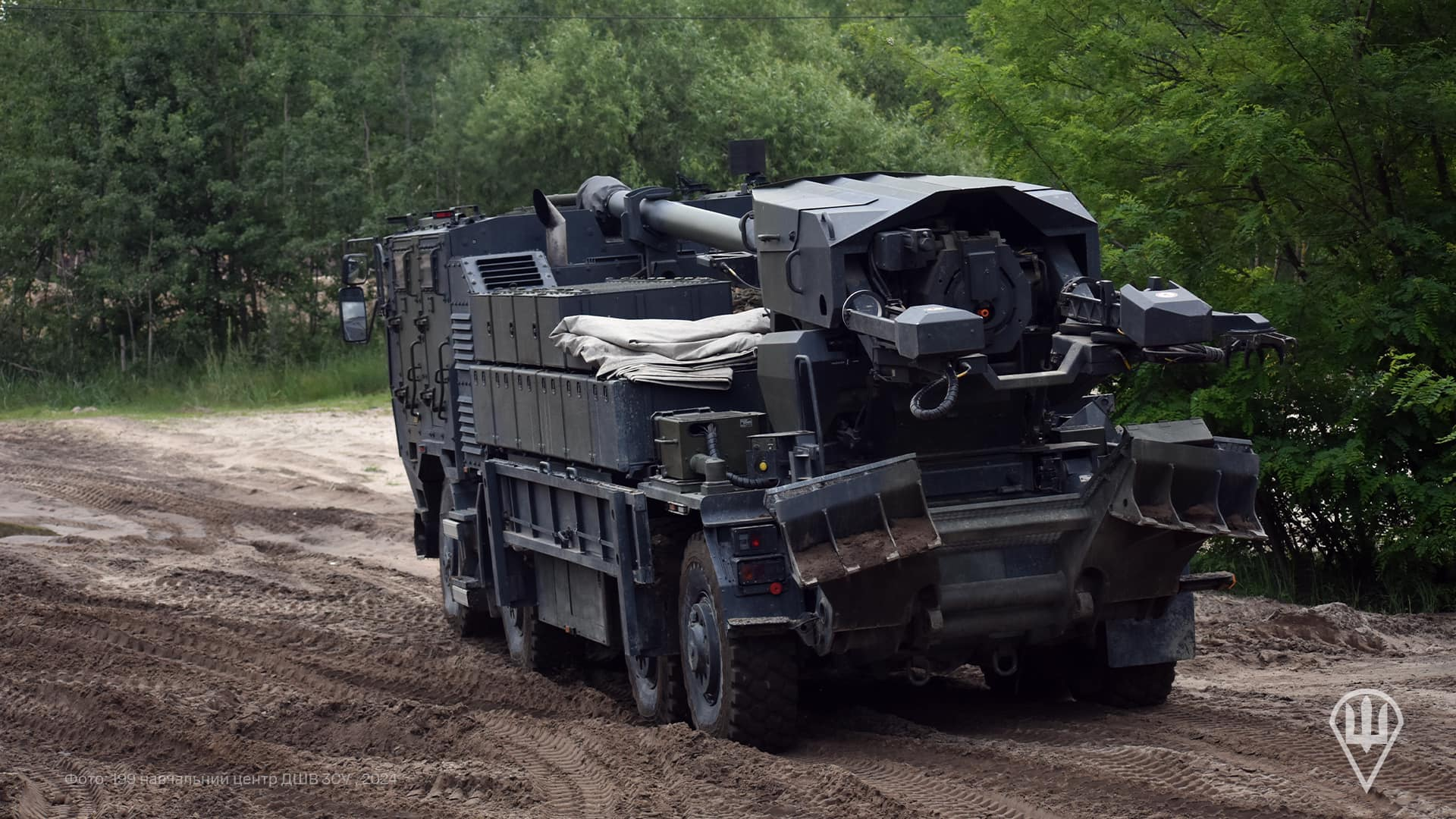
Un CAESAR 8 x 8 utilisé par les Forces d'assaut aérien ukrainiennes.

Seul un châssis de Tatra 817 est disponible pour cette version.
Mobilité
Le CAESAR 8 × 8 dispose de la même mobilité que la version à six roues motrices, à quelques exceptions près. Sa vitesse sur route est légèrement plus élevée, avec 90 km/h au lieu de 80 km/h, et il gagne la capacité de franchir des tranchées large de deux mètres. En revanche, l'augmentation de son volume (12,3 × 3,1 × 2,80 m) et de son poids (32 t) ne lui permet plus d'être aérotransportable par C-130, même s'il peut encore l'être par A400M, Il-76 et C-17.
Équipement et blindage
Le CAESAR 8 × 8 embarque 36 coups complets et a la capacité de tirer automatiquement, contrairement à la version 6 × 6.
Il dispose aussi d'une protection balistique de la cabine au niveau 3 de la norme STANAG 4569 et au niveau 2 de la même norme contre les mines, tout en étant protégé contre les EEI. Il est possible de lui ajouter divers équipements en option, comme une arme secondaire, des lanceurs de fumigènes ou des brouilleurs.

### CAESAR6 × 6MkII
Le CAESAR 6 × 6 MkII est une modernisation importante du CAESAR 6 × 6 dont le développement commence en décembre 2021 et qui vise à améliorer la mobilité et la protection de l'automoteur, suite au retour d’expérience de l'emploi du CAESAR 6 × 6 en Afghanistan et au Sahel. Son entrée en service est prévue en 2026.
Mobilité
Le CAESAR 6 × 6 MkII dispose d'un nouveau châssis équipé d'un moteur de 460 ch et d'une boîte de vitesse automatique afin d'améliorer ses capacités tout-terrain. Le tout est produit à Limoges par Arquus.
Équipement et blindage
Le CAESAR 6 × 6 MkII dispose d'une protection balistique de la cabine au niveau 2 de la norme STANAG 4569 contre les tirs d'armes légères et du brouilleur BARAGE contre les EEI. Il recevra également une nouvelle radio CONTACT et des logiciels de tir améliorés.

## Utilisateurs
Le CAESAR est depuis 2024 le système d'artillerie moderne européen le plus exporté dans le monde devant le Panzerhaubitze 2000 et est le troisième système d'artillerie moderne le plus exporté au monde derrière le K9 Thunder sud coréen et le M109 américain avec 548 exemplaires vendus à 12 pays différents, dont la moitié fait partie de l'OTAN. Cela conduits KNDS France à qualifier le CAESAR de « système d’artillerie de référence au sein de l’OTAN ».
L'Union Européenne pourrait faciliter l'achat conjoint de 36 CAESAR par la France, l'Estonie et la Croatie, éligible au financement EDIRPA (EU Defence Industry Reinforcement through common Procurement Act) pouvant couvrir au maximum 20% de l'investissement. En juillet 2024, la Slovénie signe une lettre d’intention pour rejoindre ce groupement. En octobre 2024, le Portugal adhère à ce projet d'achat conjoint avec l'intention d'en commander 36 unités. Finalement, en novembre 2024, ce projet ne fait pas partie des propositions retenues par l'Europe.
| Utilisateurs    | Commande                      | Commande        | Livraison     | Livraison           | Livraison      | Livraison                   | Donation [ + / - ]  | Détruits / H.S. [-] | En service |
| Utilisateurs    | Caesar (Mk1)                  | Caesar NG (Mk2) | Sherpa5 6 × 6 | Unimog U2450L 6 × 6 | Tatra817 8 × 8 | Caesar NG (Mk2) Armis 6 × 6 | Donation [ + / - ]  | Détruits / H.S. [-] | En service |
| --------------- | ----------------------------- | --------------- | ------------- | ------------------- | -------------- | --------------------------- | ------------------- | ------------------- | ---------- |
| Arabie saoudite | 156                           | –               | –             | 156                 | –              | –                           | –                   | –                   | 156        |
| Arménie         | 36                            | –               | – (+ 36)      | –                   | –              | –                           | –                   | –                   | 0          |
| Belgique        | –                             | 28              | –             | –                   | –              | – (+ 28)                    | –                   | –                   | 0          |
| Danemark        | 15 + 4                        | –               | –             | –                   | 19             | –                           | - 19                | –                   | 0          |
| Estonie         | 12                            | –               | 12            | –                   | –              | –                           | –                   | –                   | 12         |
| France          | 77 + 30                       | 109             | 94 (+ 13)     | –                   | –              | – (+ 109)                   | - 30                | -1                  | 63         |
| Indonésie       | 37 + 18                       | –               | 55            | –                   | –              | –                           | –                   | –                   | 55         |
| Lituanie        | –                             | 18              | –             | –                   | –              | – (+ 18)                    | –                   | –                   | 0          |
| Maroc           | 36                            | –               | 36            | –                   | –              | –                           | –                   | –                   | 36         |
| Portugal        | –                             | 36              | –             | –                   | –              | – (+ 36)                    | –                   | –                   | 0          |
| Tchéquie        | 52 + 10                       | –               | –             | –                   | – (+ 62)       | –                           | –                   | –                   | 0          |
| Slovénie        | –                             | 12              | –             | –                   | –              | – (+ 12)                    | –                   | –                   | 0          |
| Thaïlande       | 6                             | –               | 6             | –                   | –              | –                           | –                   | –                   | 6          |
| Ukraine         | Ukraine: 6 + 12 Coalition: 72 | –               | 31 (+ 59)     | –                   | –              | –                           | 6×6: + 30 8×8: + 19 | 6×6: -8 8×8: -1     | 71         |
| TOTAL           | 579                           | 203             | 234           | 156                 | 19             | 0                           | 0                   | - 10                | 399        |
| TOTAL           | 782                           | 782             | 409           | 409                 | 409            | 409                         | 0                   | - 10                | 399        |

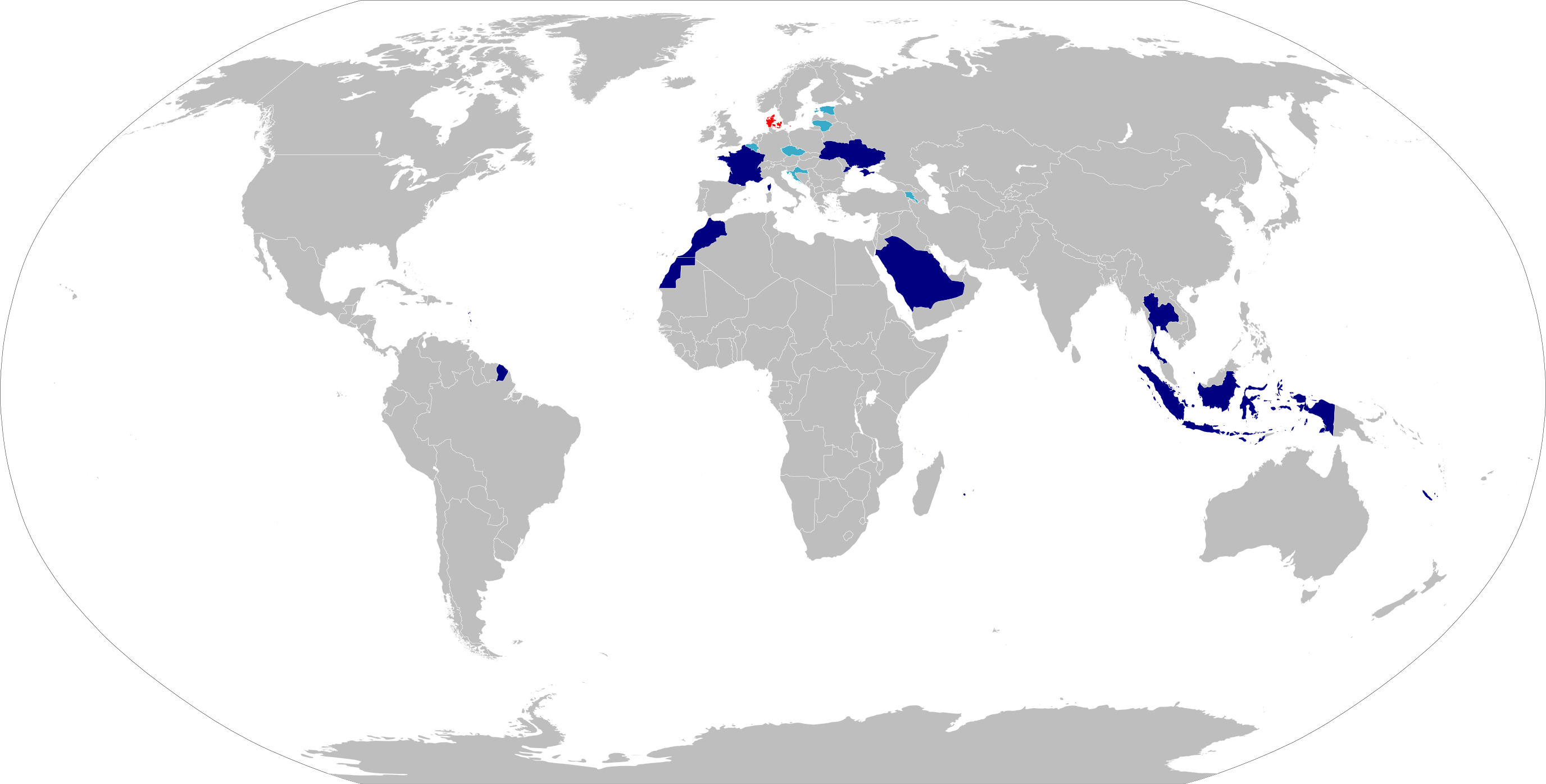
Pays utilisateurs du CAESAR:
Pays utilisateurs actuels
Pays utilisateurs futurs
Anciens pays utilisateurs

- l'armée danoise n'avait pas reçu de Caesar 8x8 avant leur transfert vers l'Ukraine.

### France

#### Résumé des commandes et livraisons effectives
CAESAR
- France : 5 de pré-série commandés en 2000 et livré en 2003[3]
- France : 77 commandés en 2004, début production en série 2008, fin livraisons 2010
- Ukraine : 12 annoncés en avril 2022[61], et aperçus sur le terrain dès le 23 mai 2022[62]
- Ukraine : 6 en plus annoncés en juin 2022[63] et livrés en juillet 2022[64]
- France : 18 commandés en juillet 2022 pour compenser les 18 livrés à l'Ukraine[65]
- Ukraine : 12 canons en plus annoncés le 31 janvier 2023[66]
- France : 12 commandés en plus en 2023, le ministère annonce qu'il recevra les 30 remplaçants du Caesar livrés à l'Ukraine entre novembre 2023 et mars 2024[67],[68].

CAESAR MkII
- France : 33 Caesar mk2 commandés en février 2022, basés sur la plateforme 6 × 6 Armis d'Arquus[69](avec modernisation ou remplacement des Caesar en service).
- France :  En décembre 2023, il est décidé de remplacer l'ensemble des Caesar Mk1 par des Caesar Mk2. 109 Caesar Mk2 sont commandés[57]. Les anciens systèmes seront selon les plans actuels retirés du service, mis sous cocon, ou éventuellement transférés à l'Ukraine.

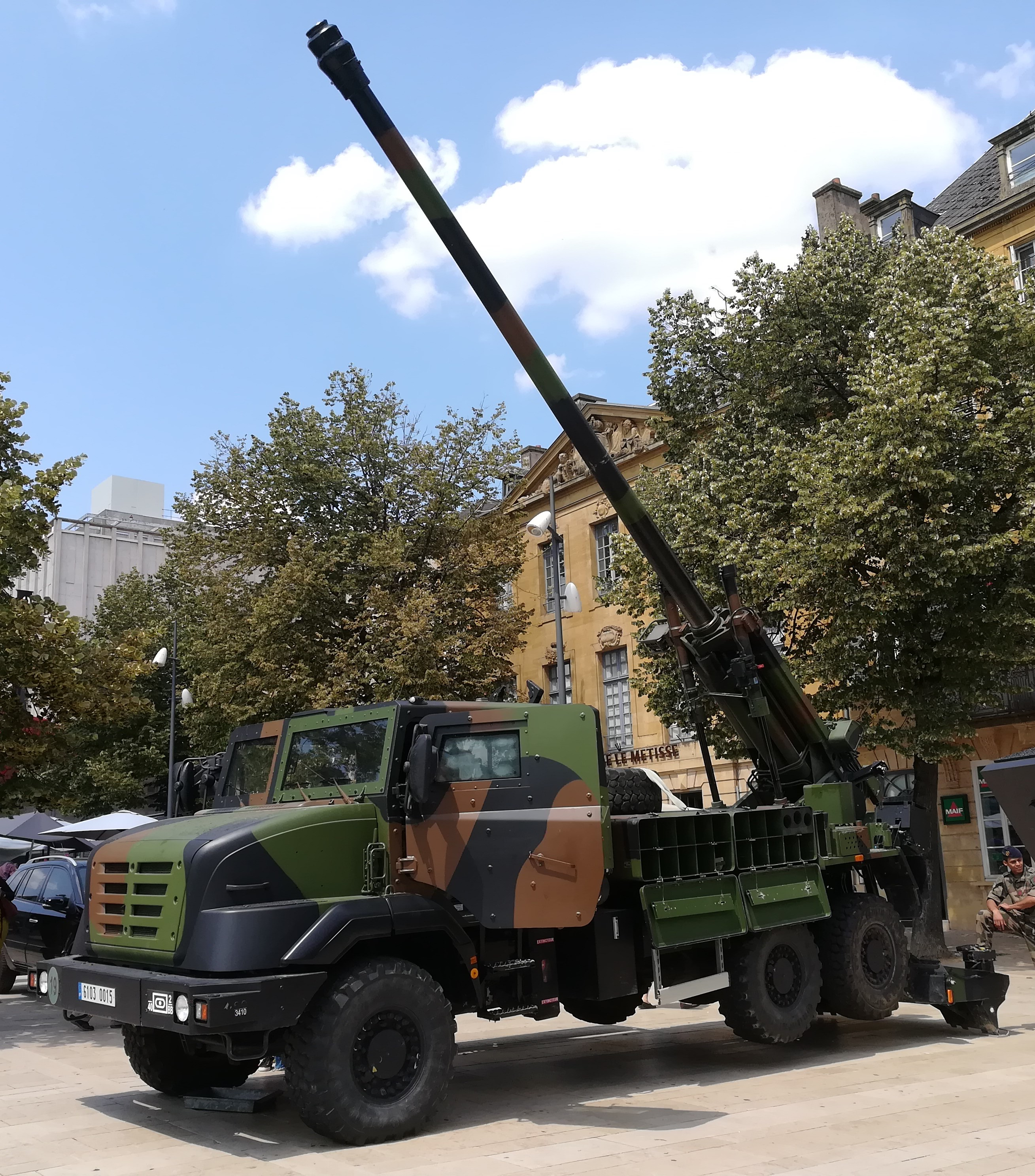
Un CAESAR du 40^{e} Régiment d'Artillerie sur la Place de la République de Metz en France le 13 juillet 2018.

#### Premières livraisons de CAESAR pour l'armée française
Cinq CAESAR de pré-série sont commandés par l'armée de terre en 2000 et livrés en 2003 uniquement pour faciliter son succès à l'export. Cependant, les essais conduits par les armées furent si concluants qu'il fut décidé de l'adopter comme ossature des unités d'artillerie, après de légères modifications, notamment le remplacement du châssis Unimog par un châssis Renault,.
En décembre 2004, 77 CAESAR sont commandés à Nexter par la DGA pour une livraison entre 2008 et 2011. Le premier exemplaire est livré en juillet 2008 à l’École d'application de l'artillerie tandis que le 68e Régiment d'Artillerie d'Afrique est la première unité combattante dotée de ce matériel. Ce régiment déclare le CAESAR « apte à la projection sans restriction » au camp de Canjuers en novembre 2008.

#### Commande de CAESAR MK II
Pour remplacer ses 80 AMX AuF-1 vieillissants, une commande de 64 CAESAR est envisagée dans la loi de programmation militaire 2009-2014, mais elle est abandonnée en 2013 dans la loi de programmation militaire 2014-2019,,. Le CEMAT Jean-Pierre Bosser annonce en octobre 2015 que les derniers AUF-1 seront remplacés par des CAESAR lourds en version 8 × 8 à l'horizon 2030. Les 21 AuF1 subsistant en 2025 sont finalement remplacés par des CAESAR MkII.
Au cours d'une visite de l'usine Nexter de Roanne en février 2022, le premier ministre Jean Castex et la ministre des Armées Florence Parly annoncent la commande de 33 CAESAR de nouvelle génération et le remplacement ou la modernisation des 76 autres en service pour un montant de 600 millions d'euros. Cela vise à atteindre le nombre de 109 CAESAR en service dans l'armée fixé dans la loi de programmation militaire 2019-2025. Finalement, 109 CAESAR Mark II sont commandés en décembre 2023 par le ministère des armées pour environ 350 millions d'euros pour être livrés à l'horizon 2026.

#### Livraisons de CAESAR à l'Ukraine
Le 23 mai 2022, pour aider l'Ukraine à se défendre contre l'invasion russe, la France livre 12 canons CAESAR à l'Ukraine, plusieurs milliers d'obus et assure depuis le camp de Canjuers la formation d'une quarantaine d’artilleurs ukrainiens au maniement de ces canons,. Ces pièces sont prélevées sur la dotation de l'Armée de terre selon une déclaration du Délégué général pour l’armement, Joël Barre. À cette date, il ne reste plus que 64 canons CAESAR en dotation dans l'Armée de terre française.
Le 16 juin 2022, six nouveaux canons CAESAR 6 × 6 sont livrés aux Forces armées ukrainiennes. Ces six nouveaux CAESAr, comme les 12 précédemment livrés en mai 2022, sont prélevés sur le parc des unités en service dans l'Armée de terre française. Ce qui porte le nombre de CAESAR en service dans l'Armée de terre française à 58 unités, et à 18 dans les Forces armées ukrainiennes.
Le 20 juillet 2022, lors d’une audition organisée par la commission des Affaires étrangères, de la Défense et des Forces armées du Sénat, le ministre des Armées, Sébastien Lecornu, annonce qu’une commande de 18 CAESAR a été notifiée à Nexter pour un montant de 85 millions d’euros. Cette commande vise à ramener le parc de CAESAR dans l'Armée de terre française à son nombre initial, soit 76 unités. Son financement provient de la loi de programmation militaire actuelle (2019-2025), sans conséquence sur un programme existant,.
Le 31 janvier 2023, Sébastien Lecornu annonce la livraison de 12 CAESAR supplémentaires financés par le fonds de soutien à l'Ukraine et potentiellement tirés des stocks de l'Armée de terre. L'ensemble des 30 CAESAR cédée par la France sont remplacés par de nouveaux exemplaires neuf livrés par KNDS France dès novembre 2023 avec une fin des remplacements attendue en mars 2024, mais les 12 derniers exemplaires ne sont attendus que début 2026.

#### Préparation à la guerre de haute intensité
Afin de préparer l'Armée de terre à une guerre de haute intensité, chaque canon CAESAR et ses servants devraient tirer 110 obus par an en entrainement. En réalité, seuls entre 69 et 74 coups sont tirés selon un rapport de l'Assemblée nationale publié en février 2022. À partir de décembre 2023, la préparation opérationnelle du CAESAR inclut son couplage avec des drones de reconnaissances, permettant une "accélération de la boucle renseignement-feux".
| Régiment                               | Date        | Dotation | Subordination                                                     |
| -------------------------------------- | ----------- | -------- | ----------------------------------------------------------------- |
| École de l'Artillerie                  | 2008-Actuel | ?        | Commandement de l'entrainement et des écoles du combat interarmes |
| 68e Régiment d'Artillerie d'Afrique    | 2008-Actuel | 6        | 7e Brigade Blindée                                                |
| 11e Régiment d'Artillerie de Marine    | 2009-Actuel | 6        | 9e Brigade d'Infanterie de Marine                                 |
| 3e Régiment d'Artillerie de Marine     | 2009-Actuel | 9        | 6e Brigade Légère Blindée                                         |
| 40e Régiment d'Artillerie              | 2011-Actuel | 6        | 2e Brigade Blindée                                                |
| 93e Régiment d'Artillerie de Montagne  | 2011-Actuel | 6        | 27e Brigade d'Infanterie de Montagne                              |
| 35e Régiment d'Artillerie Parachutiste | 2011-Actuel | 17       | 11e Brigade Parachutiste                                          |
| 5e Régiment InterArmes d'Outre-Mer     | 2022-Actuel | 4        | 9e Brigade d'Infanterie de Marine                                 |
| 1er Régiment de Chasseurs d'Afrique    | ?-Actuel    | 10       | Commandement de l'entrainement et des écoles du combat interarmes |

### Exportations

#### Arabie saoudite
En juillet 2006, Libération révèle la commande de 76 CAESAR par l'Arabie saoudite à Nexter, avec une option pour quatre exemplaires supplémentaire levée dès 2007 pour équiper la Garde nationale saoudienne. Les deux premiers exemplaires sont construits en France tandis que les 78 restant sont assemblés localement pour équiper trois régiments d'artillerie. Disposant du système ATLAS, les CAESAR sont livrés en 2010 et 2011.
En 2009, 20 exemplaires supplémentaires sont commandés et livrés en 2011. Cette année voit aussi une nouvelle commande de 32 CAESAR pour 169 millions d'euros assemblés sur place à partir de kits et livrés entre 2013 et 2015.
En avril 2019, Disclose révèle la livraison de dix CAESAR à l'Arabie saoudite en octobre 2018 selon le contrat ARTIS, signé en décembre 2018 alors que le pays participe à la guerre civile yéménite. Le SIPRI indique que la France a livré 24 CAESAR à l'Arabie saoudite en 2018.

#### Arménie
Le Sénat français préconise en novembre 2023 de livrer des CAESAR français à l'Arménie en raison de leur « efficacité » et de l'augmentation des cadences de production de Nexter pour 2024, et ce en dépit de la commande arménienne d'automoteur à roue indiens MArG 155.
À l'occasion du salon Eurosatory du juin 2024, le ministre des Armées français Sébastien Lecornu signe avec son homologue arménien Souren Papikian une commande arménienne pour 36 CAESAR MkI,.

#### Belgique
En octobre 2021, le gouvernement belge approuve l'achat de canons automoteurs, et bien que le CAESAR ne soit pas explicitement cité, il s'agirait du modèle retenu.
L'accord intergouvernemental CaMo 2 signé en mai 2022 par la mistre de la Défense belge Ludivine Dedonder et son homologue française Florence Parly comprend l'aquisition de neuf CAESAR NG par la Belgique ainsi que du matériel de soutien et de la documentation associée pour un montant de 62 millions d'euros. Les automoteurs sont attendus en 2027 et permettront à la Composante Terre et à l'Armée de Terre d'avoir les mêmes modèles de CAESAR.
En juin 2022, la Belgique annonce son intention de commander 19 CAESAR NG supplémentaires pour assurer l'appui feu de la Brigade Motorisée, une commande est notifiée à cet effet en décembre 2023. Les 28 CAESAR commandés seront répartis en deux bataillons d'artillerie et remplaceront les Obusier LG1 au sein de la Composante Terre.

#### Estonie
En octobre 2023, l'Estonie annonce vouloir constituer un troisième bataillon d'artillerie équipé d'automoteurs à roues pour une livraison prévue en 2028, le choix devant se faire entre le CAESAR français, l'Archer suédois, le 155 mm SpGH Zuzana (en) slovaque, le Dita tchèque et le T-155 Yavuz turc. Par ailleurs le CAESAR est déployé pour la première fois dans le pays en mai 2023 par l'armée française participant à la mission Lynx de l'OTAN en Estonie.
L'Estonie annonce en avril 2024 vouloir commander 12 CAESAR, un contrat de plus de 250 millions d'euros étant signé en juin 2024 à l'occasion du salon Eurosatory avec une option pour six exemplaires supplémentaires. Les premiers automoteurs sont attendus dès 2024 tandis qu'un contrat de 100 millions d'euro est signé en août 2024 pour le maintient en condition opérationnelle des CAESAR pendant 20 ans. Finalement, les six premiers exemplaires sont livrés en janvier 2025.
Les CAESAR sont utilisés par des conscrits en remplacement des D-30 et des FH-70 cédés aux forces armés ukrainienne. Le CAESAR représente un saut capacitaire pour l'Estonie, qui annonce en juillet 2025 vouloir commander davantage de ces automoteurs dont elle est très satisfaite. Le même mois, les six CAESAR restant sont livrés au pays. 

#### Indonésie
A l'été 2012, l'Indonésie annonce vouloir commander 37 CAESAR pour remplacer ses AMX Mk 61 et ses FH-88 (en), Nexter présentant un exemplaire aux couleurs de l'armée indonésienne au salon IndoDefense de novembre 2012. C'est au cours de ce salon qu'est signé un contrat visant à équiper deux bataillons d'artillerie d'une valeur de 115 millions d'euros, les CAESAR sont livrés en 2014 et 2015.
En février 2017, 18 exemplaires supplémentaires sont commandés avec des équipements de soutien dont 50 véhicules d'accompagnement grâce à un contrat de 60 millions d'euros qui permet d'équiper un troisième bataillon d'artillerie. Ces exemplaires sont livrés en 2019 et 2020 et portent à 55 le nombre de CAESAR en service dans l'Armée de terre indonésienne.
En mai 2025, le ministre des Armées Sébastien Lecornu et l'Indonésie signent une lettre d'intention pour commander des CAESAR supplémentaires, une commande de 36 CAESAR supplémentaires pouvant être signé à l'occasion du 14 juillet 2025 alors que le président indonésien Prabowo Subianto en est l'invité d'honneur.

#### Lituanie
Le 14 juin 2022, le ministre de la Défense nationale lituanien Arvydas Anušauskas signe une lettre d'intention portant sur l'achat de 18 canons CAESAR Mark II et sur la participation de la Lituanie au développement de ce nouvel automoteur. Ces CAESAR équiperont le bataillon d’artillerie de la brigade «Général Motiejus Pečiulionis» en remplaçant leurs obusiers M101.
La commande est annoncée comme imminente par La Tribune en décembre 2022, mois qui voit effectivement la signature d'un contrat de 110 à 115 millions d'euros pour la livraison des CAESAR avant la fin de l'année 2027 dans le cadre d'un arrangement technique de coopération en matière d'artillerie entre la France et la Lituanie.

#### Maroc
En janvier 2020, La Tribune révèle la signature d'un contrat de 170 millions d'euros pour des CAESAR un d'un autre de 30 millions d'euros pour les munitions associées. Un total de 36 automoteurs est commandé avec une option pour 24 exemplaires supplémentaires. Les CAESAR sont livrés en août 2022 avec 36 Sherpa Light d'accompagnement et d'observation, le tout intégrés dans un système de conduite des feux,,.
En février 2025, La Tribune révèle que le Maroc souhaiterait acheter 36 ATMOS 2000 au lieu de nouveaux CAESAR à cause d'un service après-vente défaillant. Si KNDS France reconnait des malfonctions complexes sur des sous-ensembles hydrauliques et un contexte défavorable du au soutien à l'Ukraine, l'entreprise estime que c'est la proposition de lance-roquettes associé à des automoteurs qui aurait permis à Elbit Système de remporter le marché.

#### Portugal
En octobre 2024, le Portugal signe un contrat portant sur l'acquisition de 36 CAESAR NG devant être livrés avant 2034 pour un montant non divulgué. Ils doivent permettre d'uniformiser le parc d'artillerie portugais pour simplifier sa logistique en remplaçant aussi bien les 18 M109A5, les 18 L119 ou les 12 M114A1 actuellement en service dans l'Exército Português.

#### République tchèque
En juin 2020, la République tchèque annonce retenir Nexter pour livrer 52 CAESAR 8x8 sur châssis Tatra T815 pour remplacer ses ShKH vz. 77 Dana en service au sein du 13e Régiment d'Artillerie des forces armées tchèques. Ce choix s'explique par une offre 50% moins onéreuse que celle des concurents avec un contrat au montant évalué à 224 millions d'euros.
La commande pour 52 CAESAR est signée en septembre 2021 pour un montant de 335 millions d'euros, les livraisons étant attendues entre 2024 et 2026 et impliquant l'industrie tchèque à hauteur de 40%. Ainsi, la châssis sera fourni par Tatra Trucks, les cabines blindés par Tatra Defence Vehicles et les systèmes de contrôle de tir par RETIA tandis que l'assemblage sera assuré par Excalibur Army.
En décembre 2022, un avenant à la commande initiale est signée pour obtenir dix CAESAR supplémentaires pour un montant de 73 millions d'euros,. Des modifications sont apportés aux CAESAR à la demande de l'armée tchèque à la suite des retours d'expérience de la guerre en Ukraine, sans conséquence sur les délais de livraison.

#### Slovénie
En juillet 2024, le ministère slovène de la défense et la Direction générale de l’armement signent une lettre d'intention afin que la Slovénie rejoigne d'autres pays de l'Union Européenne pour une future commande commune de CAESAR. Ils devraient remplacer les 18 canons Soltam M-71 en service dans Forces armées slovènes.
En mai 2025, la Slovénie annonce qu'elle devrait mettre 18 CAESAR Mk II en service en 2030 pour un montant de 170 millions d'euros, dont douze premiers seront livrés en 2028. La commande est confirmée en juin 2025.

#### Thaïlande
Six CAESAR montés sur des châssis Renault Sherpa 5 sont commandés par la Thaïlande en 2006 pour équiper la premiere batterie d'artillerie d'un régiment en constitution. Le pays décide de ne pas disposer d'un système de conduite des feux avec transfert automatique des coordonnées de tir. Les CAESAR sont livrés en 2009.
Intelligence Online révèle en juin 2024 que KNDS France espère vendre des CAESAR supplémentaires à la Thaïlande.

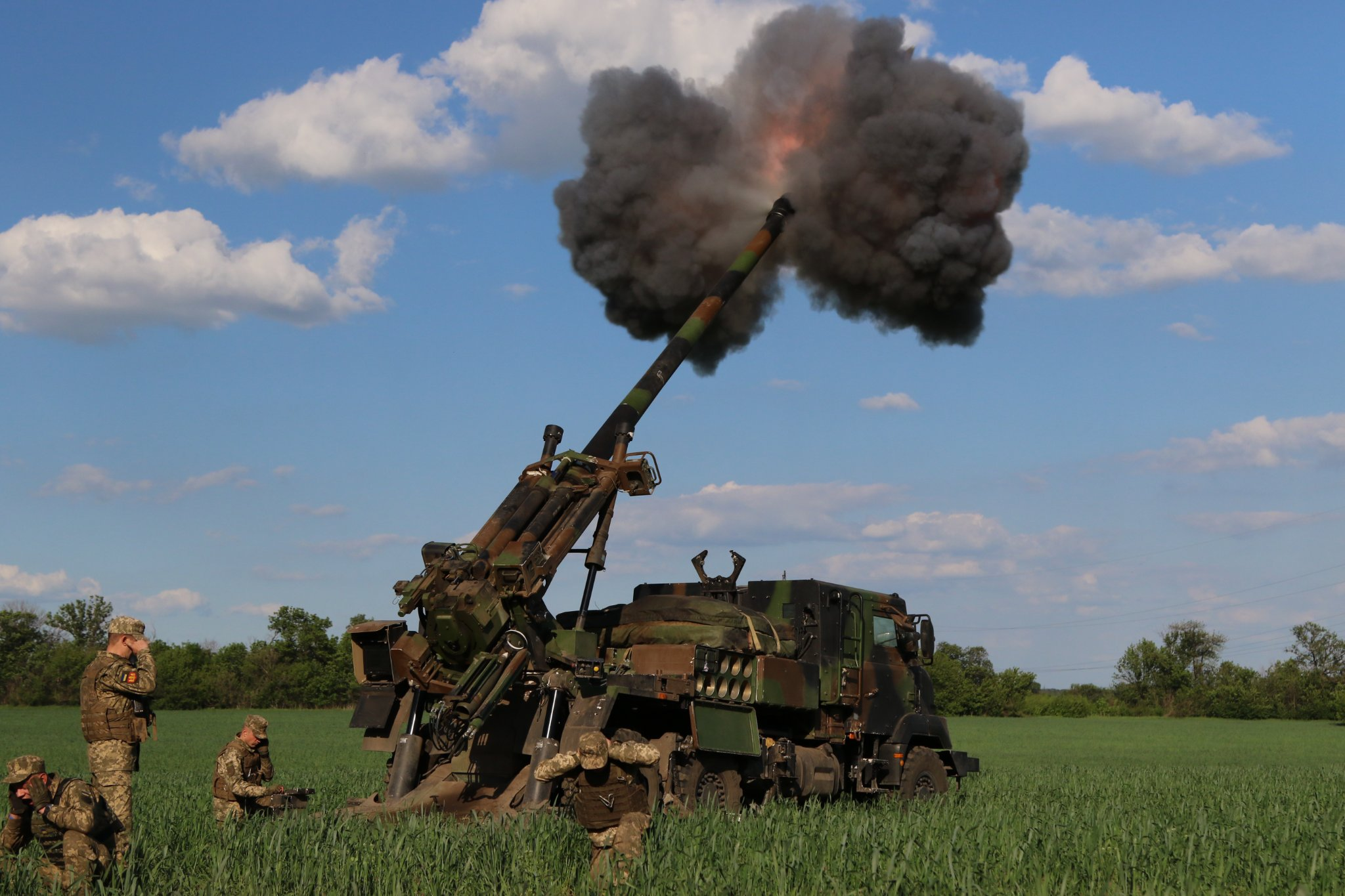
Artilleurs ukrainiens utilisant un CAESAR pendant l'invasion de l'Ukraine par la Russie en 2022.

#### Ukraine

##### Premières livraisons
Le 23 mai 2022, pour l'aider à se défendre contre l'invasion russe, la France livre douze canons CAESAR à l'Ukraine, plusieurs milliers d'obus et assure depuis le camp de Canjuers la formation d'une quarantaine d’artilleurs ukrainiens au maniement de ces canons. Ces pièces sont prélevées sur la dotation de l'Armée de terre selon une déclaration du Délégué général pour l’armement, Joël Barre.
Le 16 juin 2022, six nouveaux canons CAESAR 6 × 6 sont livrés aux Forces armées ukrainiennes, ils sont prélevés sur le parc des unités en service dans l'Armée de terre comme les douze autres précédemment livrés en mai 2022. Cela porte le nombre total de CAESAR en dotation dans les Forces armées ukrainiennes à 18 unités.
Le 12 octobre 2022, le président français Emmanuel Macron annonce que six canons CAESAR supplémentaires seront prélevés sur une commande destinée au Danemark pour être livrés à l'Ukraine. Le 19 janvier 2023, le ministre danois de la Défense Jakob Ellemann-Jensen annonce que finalement la totalité de la commande de 19 canons CAESAR 8 × 8 sera donnée à l'Ukraine.
Le 31 janvier 2023, le ministre des Armées français Sébastien Lecornu annonce que 12 canons CAESAR supplémentaires seront fournis à l'Ukraine. Ils seront financés avec le fonds de soutien spécial de 200 millions d'euros mis en place pour soutenir les forces armées ukrainiennes et une partie sera potentiellement prélevée sur les stocks de l'armée française avant la livraison des nouveaux exemplaires.
En avril 2023, l'armée ukrainienne annonce avoir reçu les 19 CAESAR 8 x 8 danois, KNDS France annonce en mai 2025 que les CAESAR 8 x 8 ukrainiens ont tiré plus de 40 000 obus depuis leur livraison, ce qui signifie que chaque exemplaire a tiré 2 100 coups en moyenne.

##### Coalition artillerie pour l'Ukraine
En janvier 2024, la France prend la tête de la coalition artillerie pour l'Ukraine avec les États-Unis pour renforcer ce segment de l'armée ukrainienne. La livraison de canons CAESAR est au cœur de ce dispositif avec un plan de production de 78 CAESAR pour l’Ukraine en 2024. En janvier 2024, l'Ukraine et la France cherchent des soutiens pour financer 60 CAESAR 6 × 6 pour un montant total de 280 millions d'euros. Cette coalition comprend les éléments suivants :
- 6 CAESAR 6 × 6 commandés et financés directement par l'Ukraine. Ils sont livrés en mars 2024[155] ;
- 12 CAESAR 6 × 6 financés par la France en janvier 2024 avec le Fonds de soutien à l'Ukraine pour un total de 50 millions d'euros[154] ;
- un nombre inconnu de CAESAR 6 × 6 financés par le Danemark en mars 2024 dans son 16e paquet d'aide à l'Ukraine valorisé à 308 millions d'euros[156],[157]. En décembre 2024, le ministre de la défense danois Troels Lund Poulsen annonce avancer à 2025 la livraison d'« un certain nombre » de CAESAR auparavant prévue pour 2026[158].
- 1 CAESAR 6 × 6 financé par le Luxembourg en mai 2024 pour un total de 5 millions d'euros[159],[160] ;
- 3 CAESAR 6 × 6 financés par la Belgique en octobre 2024 pour un total de 12 millions d'euros[161].

Une partie de ces CAESAR est livrée en 2024, notamment les exemplaires commandés par l'Ukraine et la France et treize exemplaires financés par le Danemark, la Belgique et le Luxembourg.

##### Suite des livraisons
En mars 2024, il est annoncé que des pièces détachées nécessaires à la maintenance des CAESAR seront fabriquées en Ukraine par une filiale ukrainienne du groupe KNDS appelée KNDS Ukraine LLC en partenariat avec le groupe ukrainien ENMEK. En mai 2025, la France annonce utiliser les intérêts des actifs financiers russes gelés par les sanctions contre la Russie pour financer la maintenance des CAESAR.
En octobre 2024, Kiev commande 12 CAESAR supplémentaires, sans lien apparents avec la coalition pour l'Ukraine, tandis que la France annonce la livraison de 12 nouveaux CAESAR financés par les intérêts produits par les actifs financiers russes gelés par les sanctions contre la Russie.
Un total de 67 CAESAR est livré entre février 2022 et octobre 2024, 80 exemplaires sont livrés avant 2025, et 113 autres doivent l'être en 2025.
| Régiment                  | Date        | Versions              |
| ------------------------- | ----------- | --------------------- |
| 55e Brigade d'Artillerie  | 2022-Actuel | CAESAR 6x6            |
| 148e Brigade d'Artillerie | 2023-Actuel | CAESAR 6x6 CAESAR 8x8 |
| 155e Brigade Mécanisée    | 2024-Actuel | CAESAR 6x6            |

#### Transfert de commande au profit de l'Ukraine

##### Danemark
Le 14 mars 2017, le Danemark sélectionne le canon CAESAR dans sa version « haute intensité » sur châssis Tatra T815 8 × 8 pour remplacer ses 32 M109A3 Paladin au détriment de l'ATMOS 2000 et du K9 Thunder. Le contrat, d'un montant estimé à 47 millions d'euros, est signé le 22 mai 2017 pour 15 CAESAR en version 8x8 livrable en 2020 ainsi que pour une option de six autres exemplaires. Ces automoteurs sont équipés de centrales inertielles fournis par iXblue au lieu de la centrale Sagem sigma 30 habituelle. L'option est levée en octobre 2019 avec la commande de quatre unités supplémentaires. En octobre 2018, un contrat prévoyant la location par Nexter d'un CAESAR 6 × 6 au Danemark à des fin d'essais est officialisé,.
En janvier 2020, le Danemark reçoit ses premiers CAESAR 8 × 8 conformément au programme de livraison. Cependant, le 12 octobre 2022, Emmanuel Macron annonce unilatéralement que six canons CAESAR seront prélevés sur une commande destinée au Danemark pour être livrés à l'Ukraine. L'allongement des délais de livraison et quelques problèmes techniques font qu'en janvier 2023, seuls quelques exemplaires ont été livrés, poussant le Danemark à céder tous ses CAESAR 8 × 8 à l'Ukraine, qui sont réceptionnés par les ukrainiens en avril 2023.
Les CAESAR 8 × 8 donnés à l'Ukraine sont remplacés par 19 ATMOS 2000 israéliens, acquis dans l'urgence et dans des circonstances opaques avec une livraison en août 2023. Un procès entre KNDS France et le Ministère de la Défense est évité par la négociation d'un accord confidentiel portant probablement sur le financement de CAESAR dans le cadre de la coalition artillerie pour l'Ukraine en compensation de l'achat d'automoteurs israéliens,.

#### Ventes potentielles

##### Bulgarie
En mars 2025, le ministre bulgare de la Défense Atanas Zaprianov annonce vouloir rejoindre un programme d'acquisition conjointe de CAESAR. Il s'agirait de remplacer les automoteurs 2S1 Gvozdika actuellement en service.

##### Croatie
En juin 2024, le ministère croate de la défense signe un accord non contraignant avec la Direction Générale de l’Armement afin que la Croatie commande 12 CAESAR auprès de la France dans le cadre d'une future commande commune de CAESAR faite par l'intermédiaire de la DGA,. Cette commande est éligible aux financements de l’Union Européenne via l'European defence Industry Reinforcement through common Procurement Act (EDIRPA).
En mars 2025, le ministre de la défense croate Ivan Anušić prévoit de signer avant 2026 un contrat pour 30 CAESAR destinés à équiper deux bataillons d'artillerie. En juin 2025, la Croatie annonce qu'un contrat portant sur l'achat initial de 18 CAESAR est en cours de finalisation pour l'automne 2025.

##### Émirats arabes unis
En février 2021, Nexter révèle l'intérêt des Emirats Arabes Unis pour le CAESAR qui équipe son voisin saoudien.

##### Espagne
En août 2022, une délégation de l'Armée de terre espagnole visite le 40e Régiment d'Artillerie équipé de CAESAR, témoignant de l'intérêt du pays pour ce matériel alors que l'Espagne envisage de remplacer ses M109A5.

##### États-Unis
En juillet 2020, les États-Unis lancent un appel d'offres pour un lot de 18 canons automoteurs de 155 mm déstinés à remplacer les canons tractés M777A2 de leurs troupes stationnées en Europe et devant participer à des évaluations au Yuma Proving Ground (en) en 2021. Le CAESAR 6 x 6 est sélectionné tandis que les autres candidats sont l'Archer de BAE Systems, l’ATMOS Iron Sabre d'Elbit Systems, le Nora B-52 de Yugoimport et de son partenaire local Global Military Products ainsi que le BRUTUS de AM General et Mandus Group.
Le CAESAR est déjà connu des Américains qui l'ont testé en octobre 2002 à Fort Sill et qui assura des missions d'appui aux troupes américaine pendant la guerre d'Afghanistan et opéra au coté de l'artillerie américaine en Irak.
Cette évaluation n'est pas abordée par la suite, en dépit du tir d'obus M982 Excalibur aux États-Unis en janvier 2022.

##### Finlande
En juillet 2024, la marine finlandaise lance un appel d'offres afin de remplacer ses quinze batteries côtières K-53 TK par 12 à 20 canons plus mobile, ainsi que six autres en option. Le CAESAR MkII semble le favori de cet appel d'offres en raison d'un coût et d'un poids plus faible que celui de ses concurrents, notamment l'Archer suédois.

##### Irak
En février 2022, le général irakien Qassem al-Mohammedi (ar) laisse entendre que l'Irak envisage l'achat de CAESAR pour équiper les forces armées irakiennes. Le directeur de l'artillerie du ministre irakien de la défense (en), Abd al-Ardawi, annonce en mai 2022 la signature de contrats avec la France et les États-Unis pour des « armes de pointe, notamment pour l’artillerie », ce qui sème le doute quant à la possible commande de CAESAR.

##### Malaisie
La première présentation du CAESAR en Malaisie a lieu en 1999, alors que la Malaisie cherche une nouvelle artillerie propulsée pour remplacer ses canons tractés Denel G5. En 2015, seul le M109 Paladin américain et le CAESAR français sont en lice. Le malaisien Advanced Defence Systems et le français Nexter signent en avril 2016 une lettre d'intention pour la production locale de 20 CAESAR.
Une nouvelle démonstration du CAESAR est faite en 2019 tandis qu'un protocole d'accord est signé entre les deux industriels en 2022 pour proposer le CAESAR aux forces armées malaisiennes avec un assemblage final assuré par Advanced Defence Systems à Segamat en Malaisie.

#### Échecs commerciaux

##### Australie
Nexter conclut un partenariat avec Thales Australia pour promouvoir le CAESAR auprès de l'Australian Army, qui lui préfère le M777 américain.

##### Brésil
En août 2022, le Brésil émet une demande d'information pour acquérir 36 automoteurs à roues de 155 mm dans le cadre du programme VBCOAP (Viatura Blindada de Combate Obus Autopropulsada) pour remplacer ses M109 vieillissants. Les concurents sont le CAESAR de Nexter, l'Archer de BAE Systems, le SH15 de Norinco et l'ATMOS 2000 d'Elbit Systems, mais les quatre finalistes de l'appel d'offres sont le CAESAR, l'Archer, le SH15 et le Zuzana 2 d'Excalibur. Dans ce cadre, Nexter se rapproche de l'entreprise brésilienne AVIBRAS.
En mai 2024, l'ATMOS 2000 est selectionné pour l'appel d'offres, cependant le président brésilien Lula da Silva bloque le contrat en septembre 2024 à cause de divergeance avec Israël concernant la guerre à Gaza. La validité de l'appel d'offres est aussi contesté au cours du même mois par KNDS France. Au cours du sommet du G20 au Brésil de 2024, le président français Emmanuel Macron propose à son homologue brésilien une offre de coopération industrielle comprenant notamment la vente de 36 CAESAR pour remplacer les ATMOS 2000 israéliens.

##### Colombie
En 2011, une démonstration du CAESAR est effectuée en Colombie alors que le pays cherche à renforcer son artillerie,. A l'issue de cette démonstration, la Colombie veut acheter 12 CAESAR, mais le contrat ne fut pas concrétisé à cause de difficultés financières et sociales.
En mai 2022, l'état-major colombien à l'intention de commander quatre CAESAR dans le cadre du programme "Soberania" pour une valeur d'environ 35 millions de dollars. L'automoteur français est alors préféré au Yavuz SPh 6×6 de MKE et à l'ATMOS 2000 d'Elbit Systems. En janvier 2023, un contrat de 102 millions est envisagé pour la commande de 18 CAESAR, mais l'ATMOS 2000 lui est finalement préféré en raison d'une augmentation des prix de Nexter de 12%.
Cependant, la détérioration des relations diplomatiques entre la Colombie et Israël due à la guerre de Gaza conduit Israël à suspendre ses contrats de défense avec la Colombie, ce qui pourrait permettre un retour du CAESAR dans le pays.

##### Japon
En 2007, Nexter propose le CAESAR pour des évaluations visant à équiper la Force terrestre d'autodéfense japonaise d'automoteur léger, qui s'équipent finalement du Type 19 155 mm wheeled self-propelled howitzer (en) qui a une filiation évidente avec le CAESAR.

##### Liban
En décembre 2013, le président libanais Michel Sleiman annonce que l'Arabie Saoudite va financer 3 milliards de dollars de matériel militaire français pour moderniser ses forces armées, dont 24 CAESAR devant équiper deux batteries d'artillerie. Cependant, en février 2016, cette aide militaire est interrompue en raison de l'absence de condamnation libanaise de l'attaques de l'ambassade saoudienne en Iran, avant que les CAESAR ne soient livrés.

##### Norvège
Pour remplacer ses 18 M109A3GN, l’Armée de terre norvégienne lance un appel d'offres pour 18 à 24 automoteurs opposant le CAESAR au Panzerhaubitze 2000 de Rheinmetall et Krauss-Maffei Wegmann, au K9 Thunder de Samsung Techwin et à une modernisation du M109 de RUAG. En janvier 2016, le CAESAR est testé avec satisfaction par des températures de -35° nécessitant le changement de certaines huiles hydrauliques.
En décembre 2017, la Norvège choisit finalement de commander 24 K9 Thunder.

##### Pologne
En 2010, Nexter établit une collaboration avec deux entreprises polonaises pour proposer le CAESAR aux force terrestre polonaise pour le programme d'artillerie expéditionnaire Kryl. Huta Stalowa Wola (en) doit intégrer l'automoteur dans le système de contrôle de tir polonais et doit intégrer le tube sur un châssis de camion 6 x 6 produit par Jelcz.
Le programme Kryl doit remplacer les Dana en service dans la force terreste polonaise, mais le programme est gelé en juillet 2023.

##### Royaume-Uni
En juillet 2014, l'Armée de terre prête deux CAESAR à la British Army pour des évaluations en vue d'une potentielle acquisition, la formation des utilisateurs britanniques étant assurée par le 1e Régiment de Chasseurs d'Afrique.
Le CAESAR 8 x 8 est proposé par Nexter pour répondre au programme Mobile Fires Platform devant remplacer les AS-90 britanniques. Il est opposé au RCH-155 de Rheinmetall et au K9A2 Thunder de Hanwha pour cet appel d'offres. Finallement, le Royaume-Uni choisit le RHC-155 basé sur le Boxer en avril 2024.

## Engagements

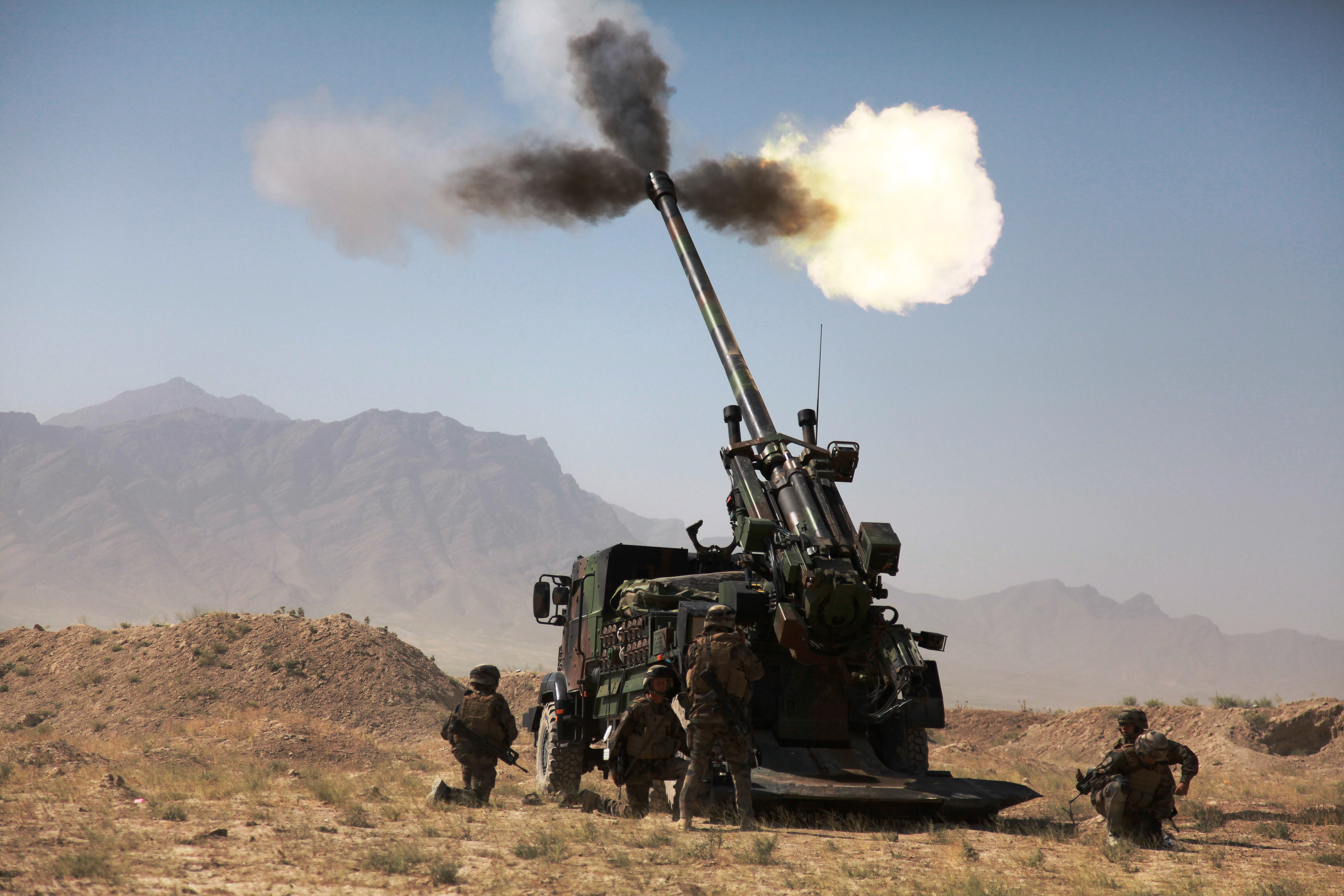
Tir d'exercice d'un CAESAR le 14 août 2009 en Afghanistan.

Le CAESAR a été engagé sur de nombreux théâtres d'opération depuis 2009, avec plus de 100 000 coups tirés, sans le moindre incident de tir grâce à la maitrise par KNDS France du couple arme - munition.

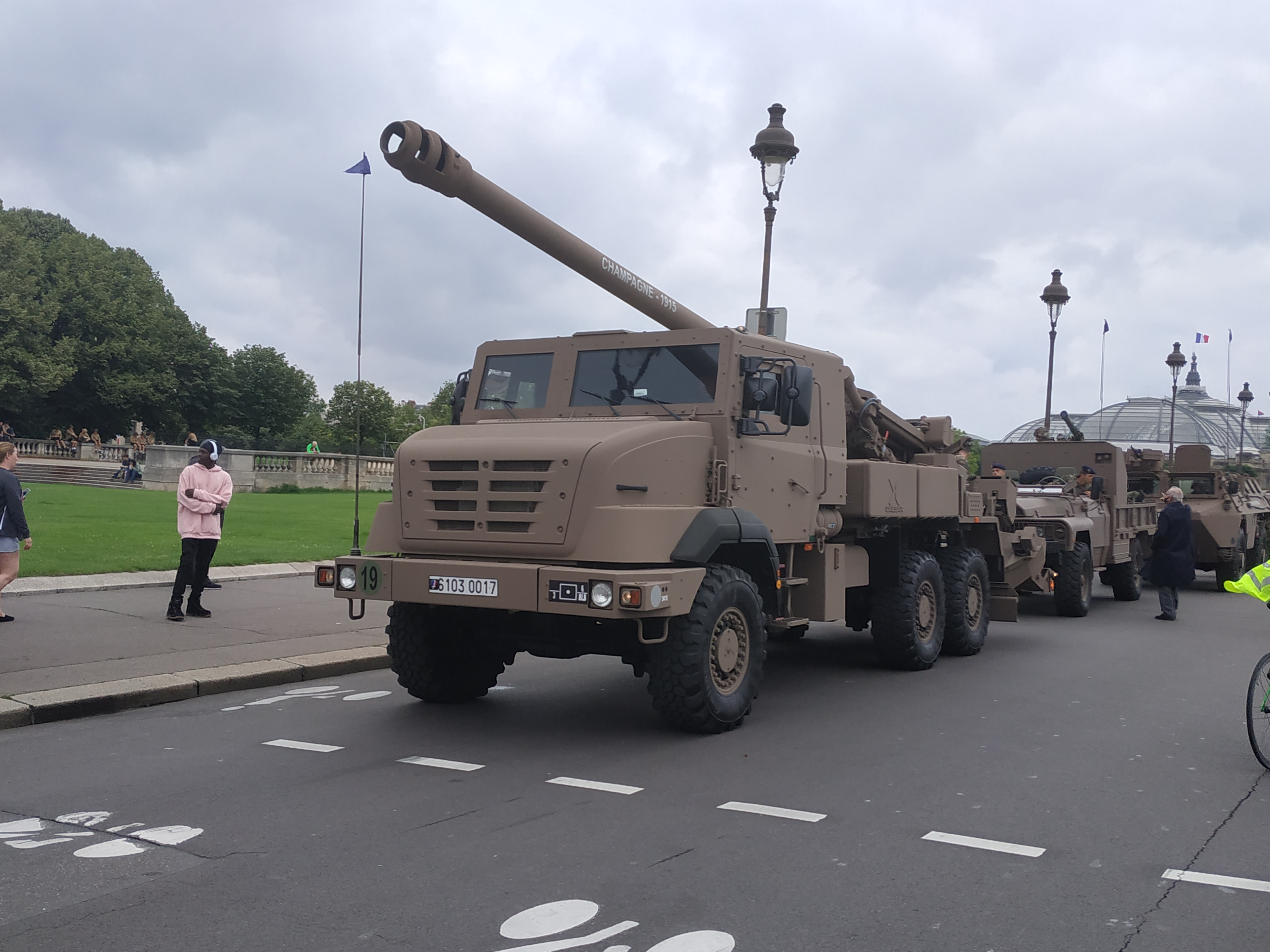
Un CAESAR aux nouvelles couleurs de l'armée française pendant le défilé du 14 juillet 2021.

En novembre 2023 est formé le club CAESAR composé des utilisateurs de l'automoteur pour partager les retours d'expérience, les évolutions de l'arme, les doctrines tout en favorisant l'interopérabilité,.

### Guerre d'Afghanistan
Lors de la guerre d'Afghanistan, l'Armée de Terre déploie le CAESAR pour la première fois en opération extérieure au sein des Forces françaises en Afghanistan à partir du 1 août 2009, les pièces étant considérées comme opérationnelles le 14 août. Elles sont mises en service successivement par le 3e Régiment d'Artillerie de Marine, le 11e Régiment d'Artillerie de Marine et le 68e Régiment d'Artillerie d'Afrique.
Le 29 septembre 2009 a lieu le premier tir opérationnel longue portée des CAESAR du 11e RAMa qui tirent douze obus LU211 modèle F8 avec des kits de réduction de traînée de culot à 30 km pour dégager une compagnie du 3e Régiment d'Infanterie de Marine prise à partie par les Talibans au cours de l'opération Camel Trophy.
Les CAESAR sont déployés au sein de la brigade La Fayette sur les différentes bases françaises de Kapissa et de Surobi, permettant de tirer sur toute l'aire opérationnelle française grâce à leur longue portée.

### Force des Nations unies au Liban
Dans le cadre de la FINUL, l'armée française déploie cinq CAESAR du 40e Régiment d'Artillerie le 18 janvier 2011, afin de relever les canons automoteurs AuF1.

### Conflit frontalier entre le Cambodge et la Thaïlande
Lors du conflit frontalier entre le Cambodge et la Thaïlande, l'armée thaïlandaise engage le CAESAR dans des échanges d'artillerie en 2011 contre des lance-roquettes multiples cambodgiens, affirmant en avoir détruit deux.

### Guerre du Mali
Lors de la guerre du Mali, l'armée française déploie quatre CAESAR en février 2013 au titre de l'opération Serval, durant laquelle ils démontrent leur efficacité.
Les deux premiers CAESAR déployés pendant l'opération Serval sont issus du 11e Régiment d'Artillerie de Marine, ils atteignent Gao le 3 février après être partis de Niamey. Après avoir été ramenés de Gao, les CAESAR sont engagés dans la bataille du Tigharghâr à partir du 26 février avec le tir de neuf obus. Le 27 février, les automoteurs visent Abou Zeïd  en coopération avec des Mirage 2000D et tirent douze obus explosifs. Le 11e RAMa tire 141 obus au cours de son déploiement.
Deux autres CAESAR du 68e régiment d'artillerie d'Afrique sont engagés au cours de la bataille d'In Zekouan et tirent sur les djihadistes le 13 mars.
Dans le cadre de l'opération Barkhane, le CAESAR fait partie de la chaîne d'appui feu française contre les groupes armés terroristes.

### OpérationChammal

#### Participation à la seconde guerre civile irakienne
Dans le cadre de l'opération Chammal, le président français François Hollande annonce en juillet 2016 le déploiement de moyens d'artillerie français en Irak, il s'agit de CAESAR déployés en septembre 2016 pour participer à la reprise de Mossoul,. Quatre automoteurs et environ 150 hommes du 11e Régiment d'Artillerie de Marine sont basés à Qayyarah au sein de la Task Force Wagram qui réalise ses premiers tirs fin septembre 2016,.
Le premier engagement majeur des CAESAR est la bataille de Mossoul, au cours de laquelle la TF Wagram assure plus de 1 000 missions de tir entre septembre 2016 et juin 2017. Les tirs visent aussi bien la ville de Mossoul que les environs des villes adjacentes de Sharqat et de Badouch au profit de diverses unités irakiennes dont l’Iraqi Counter Terrorism Service, la 60e brigade d'infanterie, la 16e division mécanisée, la 9e division blindée (en) et la 15e division mécanisée (en). Initialement, les tirs sont faits depuis la base de Qayyarah avant que deux CAESAR ne soient redéployés au nord de Mossoul en janvier 2017 où ils sont rejoints en mars par les deux autres automoteurs.
Les CAESAR participent dans la foulée à la bataille de Tall Afar au cours de laquelle ils effectuent plus de 100 missions de tir avant même la fin de la bataille de Mossoul, les automoteurs étant alors scindés en groupe de deux pour soutenir les 9e, 15e et 16e divisions irakiennes. Deux CAESAR sont ensuite déplacés à Erbil pour prendre part à la bataille de Hawija avec la réalisation d'au moins 33 missions de tir. En un an, l'artillerie française assure 1 485 missions de tir en tirant plus de 10 000 obus. Après un redéploiement vers le sud, les CAESAR participent à la bataille d'Al-Qaïm avec plus de 30 missions de tir.

#### Participation à la guerre civile syrienne

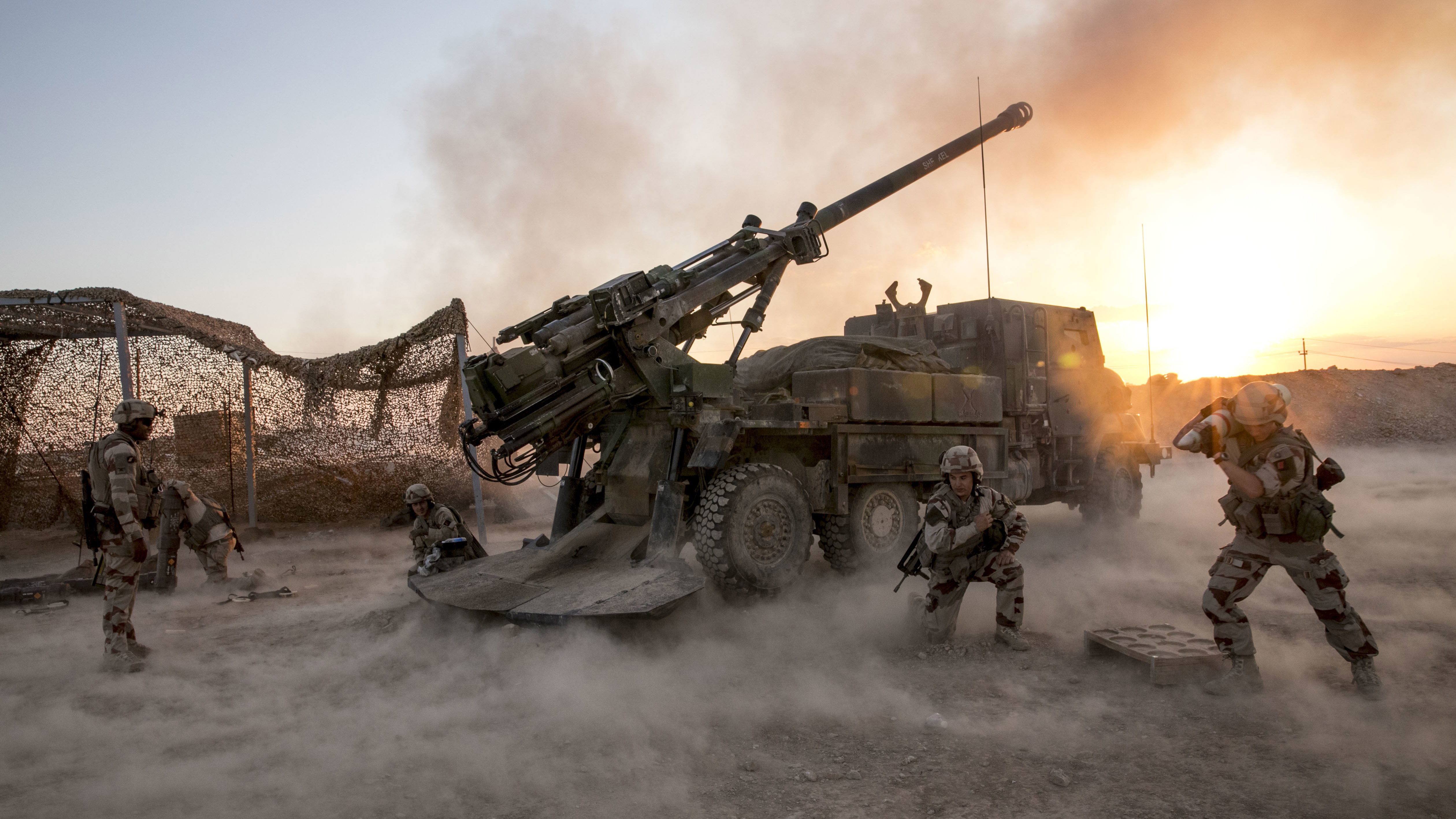
Soldats français de la Task Force Wagram ouvrant le feu avec un CAESAR à Al-Qaïm contre des positions tenues par l'État islamique en soutien aux Forces Démocratiques Syriennes lors de l'offensive de Deir ez-Zor, à la frontière irako-syrienne, le 16 mai 2018.

Une fois Daesh battu en Irak, la Task Force Wagram soutient les Forces Démocratiques Syriennes participant à l'offensive de Deir ez-Zor à partir de mai 2018 tout en restant sur le territoire irakien près d'Al-Qaïm. Elle contribue ainsi à la reprise de la bande de Baghouz et de la ville de Hajine avec le tir d'environ 3 500 obus dont des obus BONUS, sachant qu'un CAESAR est retiré à la TF Wagram en juin 2018.
En avril 2019, la mission de la TF Wagram est considérée comme terminée à la suite de la disparition du califat territorial de Daech avec la prise de Baghouz, grâce à la réalisation de plus de 2 500 missions de tirs (aussi bien de destruction que d'interdiction ou d'éclairement) en tirant environ 18 000 obus, réussite qui conduit la ministre des Armées Florence Parly a féliciter les artilleurs français. La TF Wagram est dissoute en mai 2019, après avoir mobilisé 1 100 artilleurs au cours de huit mandats.

#### Utilisation et conséquences
L'action des CAESAR de l'opération Chammal se limite aux terrains ouverts et semi ouverts en raison de l'absence de munitions guidées qui sont requises par les Américains pour tirer en ville et notamment à Mossoul. Les automoteurs ont tiré 60% d'obus explosifs, 27% d'obus éclairants, 13% d'obus fumigènes et 2% d'obus de semonce, les tirs visant aussi bien de l'infanterie que des pick-up, des embarcations fluviales ou des obusiers D-30.
L'engagement intense des CAESAR en Irak pose des questions capacitaires à l'artillerie française avec le consommation de 27 tubes. Ainsi, en quatre mois, un tube a tiré 1 128 coups soit la moitié de sa durée de vie.

### Guerre civile yéménite
Lors de la guerre civile yéménite, le site web Disclose révèle en avril 2019 que 48 CAESAR appartenant aux forces armées saoudiennes sont déployés à la frontière entre l'Arabie Saoudite et le Yémen pour appuyer la progression des troupes saoudiennes et de leurs alliés. Leur utilisation contre les civils yéménites est suspectée, bien que la Direction du Renseignement Militaire estime que ces automoteurs soient placés en défensive.

### Guerre en Ukraine

#### Engagements des CAESAR
Les CAESAR livrés par la France à la suite de l'invasion de l'Ukraine par la Russie sont utilisés au combat dès mai 2022 par la 55e Brigade d'Artillerie, probablement au cours de la bataille de Sievierodonetsk. En juin 2022, un CAESAR est utilisé pour la reprise de l'île des Serpents en bombardant les forces armés russes présentes sur l'île depuis la côte éloignée de 40 km, forçant les Russes à abandonner l'île.
Fin juin, Régis de Castelnau prétend sur Twitter que deux CAESAR ukrainiens ont été capturés par les forces armées russes, mais même si l'infox est reprise par la presse russe, elle ne figure pas dans les comptes rendus de l'armée russe et est démentie rapidement par l'armée française,.
Au cours du début de la bataille de Vouhledar, les CAESAR de la 55e brigade d'artillerie contribuent à empêcher l'encerclement de la ville et leurs raids d'artillerie sont centraux dans la bataille d'Avdiïvka, tandis que ceux de la 155e Brigade Mécanisée participent à l'offensive de Pokrovsk. Leur rôle central dans la défense du Donbass explique pourquoi le CAESAR est l'arme la plus redouté des artilleurs russes, l'un d’eux ayant affirmé que "ces obusiers français ont pris un nombre énorme de vies d'artilleurs russes".

#### Pertes de CAESAR et doctrine d'utilisation ukrainienne
La première perte du CAESAR est enregistrée début novembre 2022, un canon ayant été endommagé au niveau de la cabine de pilotage par une munition rôdeuse de type Lancet, les munitions rôdeuses étant responsables de la majorité des pertes de CAESAR. Selon le site Oryx qui documente les pertes ukrainiennes, huit CAESAR 6 × 6 et un CAESAR 8 × 8 ont été détruits par l'armée russe, tandis que trois autres CAESAR 6 × 6 auraient été endommagés à des degrés divers.
En avril 2024, KNDS France affirme que moins de 10 % des CAESAR qui ont été livrés à l'Ukraine ont été mis hors de combat, ce qui est bien en dessous des 30 % des autres modèles de pièces d'artillerie automotrices. Cela s'explique par leur utilisation selon la technique "shoot and scout" qui consiste à tirer quelques obus précisément puis à quitter la zone d'engagement avant les tirs de contrebatterie russes. Les CAESAR sont utilisés avec des drones, dont le WB Electronics FlyEye (en) polonais.
La rusticité du CAESAR facilite le maintien en condition opérationnelle et permet aux artilleurs ukrainiens de réparer eux-mêmes de nombreux problèmes. Cela assure à l'obusier un excellent taux de disponibilité dépassant les 60% après cinq mois d'engagement, ce qui est supérieur de moitié au Panzerhaubitze 2000 allemand.